# Julio Musimessi
Julio Musimessi est un footballeur argentin né le 9 juillet 1924 à Corrientes et mort le 27 août 1997. Il évoluait au poste de gardien de but.

## Carrière
- 1944-1953 : Newell's Old Boys ( Argentine)
- 1953-1955 : Boca Juniors ( Argentine)[1]

## Palmarès
- Champion d'Argentine en 1954 avec Boca Juniors